# Mikrotehnologija
Mikrotehnika je skup područja koje se bave istraživanjem, razvojem i primenom delova, sklopova, uređaja i mašina reda veličine 1 μm (0,001 mm = 0,000 001 m). To se područje minijaturizacije tehničkih delova danas ubrzano razvija, napose u delovima: (i) mikroelektronici, (ii) mikromehanici, to jest izradi mikromašina i delova kao što su motori, crpke (pumpe), turbine, zupčanici, poluge, ležajevi, zglobovi, ventili i drugo, (iii) te u mikrooptici, to jest izradi optičkih delova i uređaja, uglavnom za prenos i obradu podataka uz pomoć svetlosnih signala.
Mikrotehnički sklopovi i sitemi neretko su kombinacija mikroelektroničkih, mikromehaničkih i mikrooptičkih delova visokointegrisanih u celinu, što mikrotehniku čini izrazito interdisciplinarnom. Mikrotehnički delovi, osim malih razmera, odlikuju se serijskom proizvodnjom velike tačnosti i preciznosti. Strukturno su i tehnološki najrazvijeniji mikroelektronski delovi, koji imaju i najdužu istoriju, te mikrooptički delovi, a današnja su nastojanja usmerena k razvoju postupaka izrade mikromehaničkih delova, njihove ugradnje (montaže) te ispitivanja kvaliteta. Daljnjom minijaturizacijom mikrotehničkih delova prelazi se u područje nanotehnologije.

## Objašnjenje
Za izradu mikrotehničkih proizvoda razvijeno je i koristi se više postupaka. Za obradu odvajanjem čestica razvijenе su alatne mašine koje se odlikuju submikrometarskom tačnošću i preciznošću rada. Primenjuju se postupci struganja, dubljenja, glodanja, bušenja, brušenja i erodiranja. Obradne mašine su opremljene posebnim mernim sistemima, a alati se izrađuju od prirodnog dijamanta, pri čemu na primer najmanje glodalice mogu imati prečnik vlasi kose. Tim se postupcima i obradnim sistemima mogu izrađivati obradci složenih, pa čak i slobodnih geometrijskih oblika, obično optički delovi, precizni ležajevi ili ispitna tela. Za velikoserijsku proizvodnju proizvoda submikrometarskih razmera posebno se pogodnim pokazao postupak LIGA, koji je spoj litografije, galvanskog oblikovanja i kalupljenja. Njime se mogu izrađivati delovi mikromotora i mikropogona, mikromehanizama, mikrooptičkih uređaja, optičkih osetila i drugo. Veličina takvih izradaka iznosi od nekoliko mikrometara do nekoliko milimetara. Za izradu mikrodelova koriste se i postupci mikropritiskanja, posebno mikroinjekcijsko pritiskanje. Na primer, pojedini delovi dobiveni tim postupkom imaju masu od samo 0,0008 grama, to jest 1 kilogram obuhvata 1,25 miliona delova. U mikromehanici se sklopovi izrađuju od više raznorodnih (heterogenih) delova, neretko izrađenih od različitih materijala (polimeri, keramički materijali, metali i legure, staklo), pa se velika pažnja pridaje ugradnji (montaži) i postupcima spajanja: mikrolepljenju, mikrolemljenju i laserskom zavarivanju.

## Primena
Područja primene mikrotehničkih proizvoda stalno se šire. Danas su ti proizvodi najbrojniji na području računarstva i telekomunikacija. Česta je i njihova primena kao senzora u industriji, vozilima, letelicama i drugom. Tako se, na primer, u automobile ugrađuju mikrosenzori kao deo sistema za aktiviranje vazdušnih jastuka, ubrizgavanje goriva, regulaciju suspenzija, kočenja, za nadgledanje pritiska u pneumaticima, novoa i kvaliteta ulja za podmazivanje motora te kvaliteta vazduha u kabini. U medicinskoj tehnici mogućnosti primene tek se istražuju, ponajpre na području minimalno invazivne hirurgije, u lečenju cirkulatornog sistema i drugog. U hemijskoj i biohemijskoj tehnologiji razvija se primena mikromešalica, mikroizmenjivača toplote, mikrofiltracijskih i mikrodozirnih sistema te mikroreaktora, koji pokazuju prednosti zahvaljujući izrazito velikom odnosu površine i zapremine delova, kratkih puteva i vremena reakcije.

## Mikro elektromehanički sistemi
Termin MEMS, za mikro elektro mehaničke sisteme, je skovan tokom 1980-ih za opisivanje novih, sofisticiranih mehaničkih sistema na čipu, kao što su mikro električni motori, rezonatori, zupčanici, i tako dalje. U današnje vreme, termin MEMS se u praksi koristi za bilo koji mikroskopski uređaj sa mehaničkom funkcijom, koji se može proizvoditi serijskim procesom (na primer, niz mikroskopskih zupčanika proizvedenih na mikročipu smatra se MEMS uređajem, dok se mali laserski obrađeni stentovi ili komponente satova nisu u ovoj kategoriji). U Evropi se preferira pojam MST (engl. Micro System Technology) za tehnologiju mikro sistema, a u Japanu se MEMS jednostavno odnosi na „mikromašine”. Razlike u ovim terminima su relativno male i oni se često sinonimno koriste.
MEMS procesi se generalno klasifikuju u više kategoriija, kao što su površinska mašinska obrada, zapreminska mašinska obrada, LIGA, i EFAB, mada zapravo postoje hiljade različitih MEMS procesa. Neki procesi proizvode veoma jednostavne geometrije, dok drugi nude kompleksnije 3-D geometrije i veću prilagodljivost. Kompaniji koji pravi akcelerometre za vazdušne jastuke je neophodan kompletno drugačiji dizajn i proces za produkciju tih uređaja za inercionu navigaciju, nego za proizvodnju drugih inercionih uređaja kao što su žiroskopi, i verovatno sasvim različiti proizvodni pogon i inženjerski tim.
MEMS tehnologija je generisala ogromnu količinu uzbuđenja, zbog velikog raspona važnih aplikacija u kojima MEMS može ponuditi ranije nedostupne performanse i standarde pouzdanosti. U dobu u kojem sve mora biti manje, brže i jeftinije, MEMS nudi privlačno rešenje. MEMS je već imao dubok uticaj na određene vidove primene kao što su automobilski senzori i inkdžet printeri. Novonastala MEMS industrija već ima tržište vredno više milijardi dolara. Očekuje se da će ona ubrzano rasti i postati jedna od glavnih industrija 21. veka.
Mikrotehnologija se često konstruiše koristeći fotolitografiju. Svetlosni talasi se fokusiraju kroz masku na površinu i očvršćavaju hemijski film. Meki, neizoloženi delovi filma se ispiraju. Zatim se kiselinom gravira nezaštićeni materijala. Najpoznatiji uspeh mikrotehnologije su integrisana kola. Mikrotehnologija je korištena za konstruisanje mikromašinerije.

## Literatura
- An Introduction to MEMS (Micro-electromechanical Systems). Prime Faraday Technology Watch. Loughborough University. 2002. ISBN 978-1-84402-020-1.
- Wei, Di (9. 6. 2016). Electrochemical Nanofabrication: Principles and Applications, Second Edition 2nd Edition (2nd изд.). Pan Stanford. ISBN 978-981-4613-86-6.
- Dziuban, Jan A. (2010). Bonding in Microsystem Technology. Springer. ISBN 9789048171514.
- Lenk, A.; Ballas, R. G.; Werthschützky, R.; Pfeifer, G. (2011). Electromechanical Systems in Microtechnology and Mechatronics. Electrical, Mechanical and Acoustic Networks, their Interactions and Applications. Springer. ISBN 978-3-642-10806-8.
- Lee Wonhee; Tseng Peter; Di Carlo Dino, ур. (2017). Microtechnology for Cell Manipulation and Sorting. Springer. ISBN 978-3-319-44139-9.
- Introduction to Microfabrication (2004) by S. Franssila.  978-0-470-85106-7.
- Fundamentals of Microfabrication (2nd ed, 2002) by M. Madou.  978-0-8493-0826-0.
- Micromachined Transducers Sourcebook by Gregory Kovacs (1998)
- Brodie & Murray: The Physics of Microfabrication (1982),
- D. Widmann, H. Mader, H. Friedrich: Technology of Integrated Circuits (2000),
- J. Plummer, M.Deal, P.Griffin: Silicon VLSI Technology (2000),
- G.S. May & S.S. Sze: Fundamentals of Semiconductor Processing (2003),
- P. van Zant: Microchip Fabrication (2000, 5th ed),
- R.C. Jaeger: Introduction to Microelectronic Fabrication (2001, 2nd ed),
- S. Wolf & R.N. Tauber: Silicon Processing for the VLSI Era, Vol 1: Process technology (1999, 2nd ed),
- S.A. Campbell: The Science and Engineering of Microelectronic Fabrication (2001, 2nd ed)
- T. Hattori: Ultraclean Surface Processing of Silicon Wafers : Secrets of VLSI Manufacturing
- (2004) Geschke, Klank & Telleman, eds.: Microsystem Engineering of Lab-on-a-chip Devices, 1st ed, John Wiley & Sons.  978-3-527-30733-3..
- Löper, Philipp; Stuckelberger, Michael; Niesen, Bjoern; Werner, Jérémie; Filipič, Miha; Moon, Soo-Jin; Yum, Jun-Ho; Topič, Marko; De Wolf, Stefaan; Ballif, Christophe (2015). „Complex Refractive Index Spectra of CH3NH3PbI3 Perovskite Thin Films Determined by Spectroscopic Ellipsometry and Spectrophotometry”. The Journal of Physical Chemistry Letters. 6 (1): 66—71. PMID 26263093. doi:10.1021/jz502471h.
- Engel, U.; Eckstein, R. (2002). „Microforming - From Basic research to its realization”. Journal of Materials Processing Technology. 125–126 (2002): 35—44. doi:10.1016/S0924-0136(02)00415-6.
- Dixit, U.S.; Das, R. (2012). „Chapter 15: Microextrusion”.  Ур.: Jain, V.K. Micromanufacturing Processes. CRC Press. стр. 263—282. ISBN 9781439852903.
- Razali, A.R.; Qin, Y. (2013). „A review on micro-manufacturing, micro-forming and their key issues”. Procedia Engineering. 53 (2013): 665—672. doi:10.1016/j.proeng.2013.02.086 .
- Advanced Manufacturing Processes Laboratory (2015). „Process Analysis and Variation Control in Micro-stamping”. Northwestern University. Приступљено 18. 3. 2016.
- Fu, M.W.; Chan, W.L. (2014). „Chapter 4: Microforming Processes”. Micro-scaled Products Development via Microforming: Deformation Behaviours, Processes, Tooling and its Realization. Springer Science & Business Media. стр. 73—130. ISBN 9781447163268.
- Fu, M.W.; Chan, W.L. (2013). „A review on the state-of-the-art microforming technologies”. International Journal of Advanced Manufacturing Technology. 67 (9): 2411—2437. S2CID 110879846. doi:10.1007/s00170-012-4661-7.

## Spoljašnje veze
- Videos and animations on microfabrication techniques and related applications Архивирано на веб-сајту  (6. фебруар 2022).
- MicroManufacturing Conference.
- Image Gallery of Working Micromachines
- 3D-Micromac Laser Micromachining Company